# XO (compañía discográfica)
XO es una compañía discográfica fundada por el productor canadiense The Weeknd en 2012, propiedad de Universal Music Group, y distribuida por Republic Records.
XO, aunque se usa principalmente como una compañía discográfica, no es necesariamente solo eso. The Weeknd hace uso de ésta para referirse a su equipo de trabajo, sus amigos y asociados cercanos.

## Historia
XO fue oficialmente iniciada por el cantante y compositor canadiense The Weeknd en 2011. Bajo la entonces no oficial compañía lanzó tres mixtapes: House Of Balloons, Thursday y Echoes Of Silence. Aunque la compañía fue creada en 2011, no tenía ningún respaldo importante.
En 2012, Republic Records firmó un acuerdo de distribución con The Weeknd en el que el sello discorgráfico fabricaría y distribuiría cualquier álbum lanzado por XO. Los raperos canadienses Belly y Derek Wise se unieron en 2015, seguido por el también rapero canadiense Nav en 2016. Más tarde, a finales de 2017 se formaría el que ahora es el dúo 88 glam, un dúo formado por dos rapero, Derek Wise, que ya formaba parte de XO y el igualmente rapero canadiense 88 Camino. Dicho dúo dejó de formar parte de XO por motivos aún no aclarados.

## Discografía
La discográfica ha lanzado oficialmente trece álbumes de estudio, dos extended plays, dos álbumes recopilatorios, y de manera no oficial, doce mixtapes.